# Сократичний діалог
Сократичний діалог — історично поширений синкретичний філософсько-літературний жанр, що склався наприкінці класичної античності. Він виник як мемуарний жанр для збереження пам'яті про справжні бесіди Сократа. В широкому значенні під сократичним діалогом можуть розуміти діалог чи полілог, метою та/або результатом якого є всебічне обговорення теми, що знайшло своє поширення в ліричних, епічних і ліро-епічних творах.
В його основі лежить уявлення Сократа про те, що істина породжується не розумом однієї людини, а процесом спілкування. Основними прийомами є синкриза (зіставлення різних поглядів щодо теми) та анакриза (провокування слова словом).